# Antonio González González (Politiker)

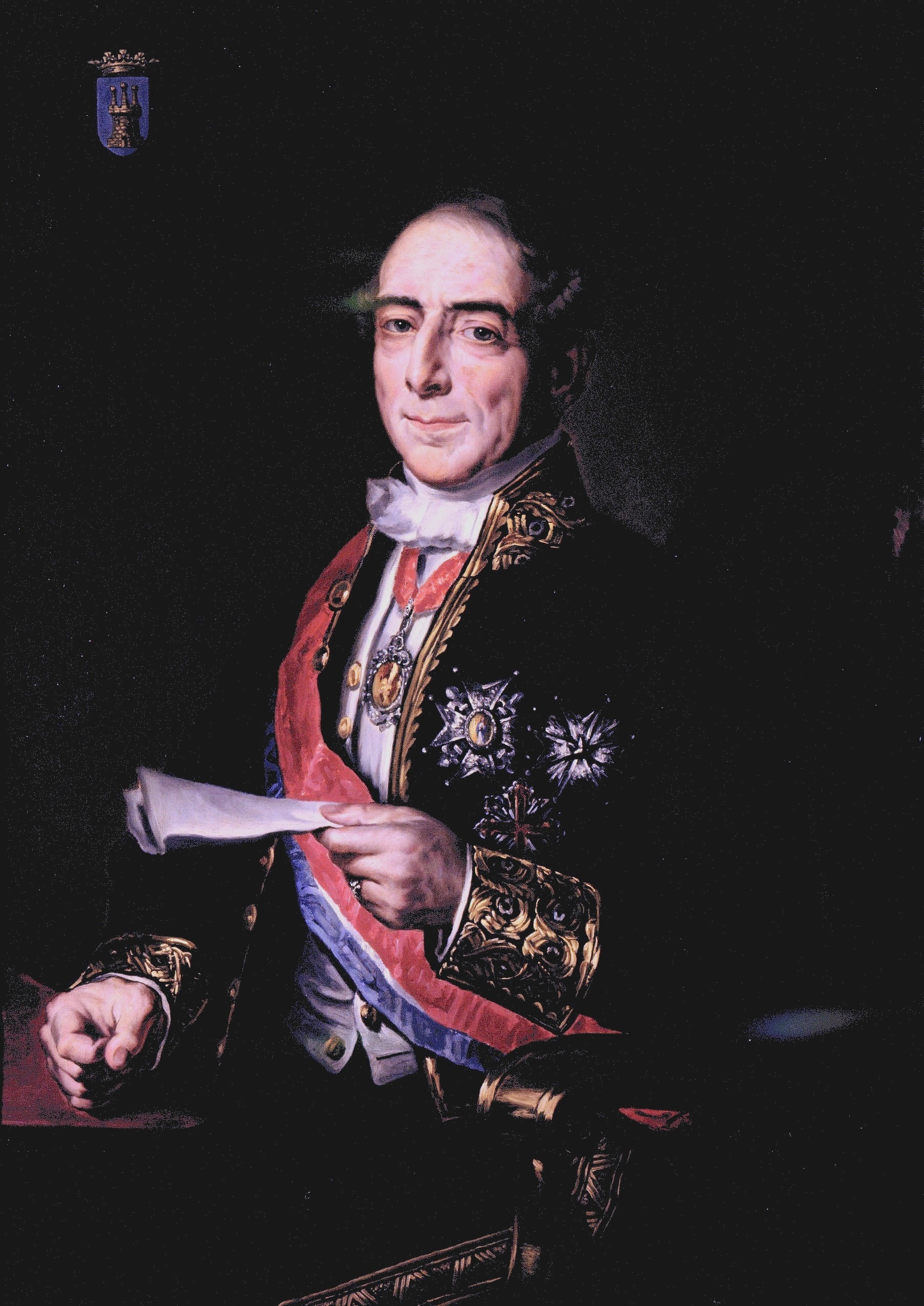
Antonio González González (Gemälde von Ricardo Maria Navarrete Fox)

Antonio González y González, Markgraf (Marqués) von Valdeterrazo (* 5. Januar 1792 in Valencia de Monbuey (Provinz Badajoz); † 30. November 1876 in Madrid) war ein spanischer Politiker und Ministerpräsident Spaniens (Presidente del Gobierno).

## Biografie

### Década Ominosa und Herrschaft von Isabella II.
González absolvierte ein Studium der Rechtswissenschaften und war später als Freiwilliger in einem Bataillon während des Spanischen Unabhängigkeitskrieges.
Während des als „Ominöses Jahrzehnt“ (Década Ominosa) bezeichneten Zeitraums nach der französischen Invasion in Spanien 1823 und dem Tode Ferdinands VII. am 29. September 1833 befand er sich im Exil in Amerika, wo er Freundschaft mit Brigadegeneral Baldomero Espartero schloss, dessen enger politischer Verbündeter er in späteren Jahren war.
Während der Herrschaft von Königin Isabella II. wurde er am 30. Juni 1834 zum Abgeordneten des Parlaments (Congreso de los Diputados) gewählt, wo er bis zum 27. Februar 1843 abwechselnd die Interessen der Wahlkreise von Badajoz, León, Valencia, Albacete, Madrid und Cádiz vertrat. Zeitweise war er auch 1836 und 1837 Präsident der Cortes.
In der Wahlperiode von 1837 bis 1838 gehörte er dem Senat als Vertreter der Provinz Huelva an.

### Ministerpräsident und letzte Lebensjahre
Am 6. Dezember 1838 wurde er für drei Tage Minister für Gnadengesuche und Justiz (Ministro de Gracia y Justicia) im Kabinett von Bernardino Fernández de Velasco. Nach der Entlassung von Evaristo Pérez de Castro Brito wurde er am 20. Juli 1840 schließlich selbst Ministerpräsident Spaniens (Presidente de Gobierno). Allerdings verlor er das Amt des Ministerpräsidenten bereits nach knapp einem Monat am 12. August 1840 an Valentín Ferraz. Während seiner kurzen Amtszeit war er wieder Minister für Gnadengesuche und Justiz.
Am 20. Mai 1841 wurde er erneut Ministerpräsident und war damit der erste Premierminister während der Regentschaft von General Espartero. Während seiner bis zum 17. Juni 1842 dauernden Amtszeit war er diesmal zugleich auch Außenminister (Ministro de Estado).
Zwischen 1846 und 1847 war er als Senator auf Lebenszeit (Senador Vitalicio) tätig, ehe er später Botschafter in London war. Vom 4. Oktober 1854 bis 1856 war er als Vertreter des Wahlkreises von Badajoz wieder Abgeordneter des Parlaments. In den folgenden Jahren war er darüber hinaus auch als Publizist tätig.
Schließlich gehörte er vom 2. Februar 1876 bis zu seinem Tode als Vertreter der Provinz Almería erneut dem Senat an.